# Naturita
Naturita é uma cidade  localizada no estado americano de Colorado, no Condado de Montrose.

## Demografia
Segundo o censo americano de 2000, a sua população era de 635 habitantes.
Em 2006, foi estimada uma população de 659, um aumento de 24 (3.8%).

## Geografia
De acordo com o United States Census Bureau tem uma área de
1,9 km², dos quais 1,9 km² cobertos por terra e 0,0 km² cobertos por água. Naturita localiza-se a aproximadamente 1648 m acima do nível do mar.

## Localidades na vizinhança
O diagrama seguinte representa as localidades num raio de 64 km ao redor de Naturita.